# 170
Glej tudi: število 170
170 (CLXX) je bilo navadno leto, ki se je po julijanskem koledarju začelo na nedeljo.

## Dogodki
- 1. januar

## Smrti
- - Ptolemaj, grško (egipčanski) astronom, matematik, geograf, fizik (približni datum) (* okoli 85)